# Nửa tháng
Nửa tháng là đơn vị thời gian kéo dài 14 ngày (hay 2 tuần). Từ nửa tháng bắt nguồn từ tiếng Anh cổ fēowertīene niht, nghĩa là 'mười bốn đêm'; điều này xuất phát từ việc người Anglo-Saxon thường tính thời gian theo đêm thay vì ngày như thông thường.
Trong thiên văn học, nửa tháng âm lịch là khoảng thời gian bằng một nửa chu kỳ từ trăng tròn đến trăng non; và ngược lại. Thời gian này kéo dài khoảng 14,07 ngày.